# Rhynchosia teramnoides
Rhynchosia teramnoides är en ärtväxtart som beskrevs av Hermann August Theodor Harms. Rhynchosia teramnoides ingår i släktet Rhynchosia och familjen ärtväxter. Inga underarter finns listade i Catalogue of Life.